# Barney Bär
Barney Bär ist eine US-amerikanische Trickfilmfigur von MGM in Gestalt eines anthropomorphen Bärens. Zwischen 1939 und 1954 wurden 26 Cartoons mit ihm produziert.

## Charakteristika
Barney Bär, im US-amerikanischen Original „Barney Bear“ ist ein eher schwerfälliger, aber liebenswerter Bär, der vom Charakter her dem MGM-Schauspieler Wallace Beery nachempfunden ist. Er läuft aufrecht und trägt Hosen. Gerade die ersten Cartoons enthalten eine große Detailtiefe bei seinem Aussehen mit struppigem Fell, faltiger Kleidung und sechs Augenbrauen. Im Laufe der Zeit wurde das Aussehen vereinfacht, auch um kostengünstiger produzieren zu können, Sein Charakter ist eher faul und gemütlich. Jedoch hat er eine Tendenz, ihm zugetragene Aufgaben entweder zu versuchen zu überperfektionieren oder falsch zu erledigen. Seine Stimme ist dabei ruhig und friedfertig. In den Zeichentrickfilmen gerät er immer wieder in ihm unangenehme Situationen, zum einen weil er Situationen falsch einschätzt und sich zu wenig Gedanken macht, zum anderen weil er schlicht zu unbeholfen ist.
1941 bekam er mit dem Esel Benny Burro einen Sidekick, der, obwohl sie in nur in drei Filmen gemeinsam auftraten, in den Dell Comics, die ab 1942 publiziert wurden, ein regelmäßiger Partner war.

## Hintergrund
Barney Bär wurde Ende 1939 von Rudolf Ising für MGM entwickelt, der auch von 1939 bis 1942 seine Stimme in den Zeichentrickfilmen war. Ising verließ das Studio 1943 nach zehn Cartoons mit Barney Bear in der Hauptrolle. In diese Zeit fiel auch der Propaganda-Cartoon Barney Bär als Rekrut, der für den Oscar als Bester animierter Kurzfilm nominiert war, aber gegen Walt Disneys Der herzlose Retter verlor.
George Gordon übernahm die Serie 1944 bis 1945 und veröffentlichte drei weitere Teile. Es folgte das Regie-Duo Preston Blair und Michael Lah, deren Stil von Hanna-Barbera und Tex Avery geprägt war, für den sie auch gearbeitet hatten. Von ihnen stammen weitere drei Einträge der Serie. Die Folgen 17 bis 26 übernahm Dick Lundy. Der letzte reine Barney-Bär-Zeichentrickfilm erschien am 31. Juli 1954. Nach 1954 erschienen keine Filme mehr um den Bären, bis er 1980 als regulärer Charakter in Filmations Die lustige Tom und Jerry Show auftrat.
Im Anschluss war er als Gaststar auch in den Filmen Tom & Jerry: Robin Hood und seine tollkühne Maus (2012) und Tom und Jerry – Ein gigantisches Abenteuer (2013). Weitere Cameos hatte er in Tom und Jerry als Sherlock Holmes und Dr. Watson (2010) und Tom and Jerry – Rückkehr nach Oz (2016).
Ab 1942 trat Barney Bär in den Comics von Dell Publishing auf, die verschiedene MGM-Charaktere vermarkteten. Er war regelmäßig in den Heften von Tom und Jerry vertreten und wurde auch von Carl Barks gezeichnet.

## Filmografie
Nicht alle Zeichentrickfilme wurden in Deutschland gezeigt. Zum Teil liefen sie auf ZDF in der Reihe Mein Name ist Drops! sowie in der ARD in der Reihe Trickfilmschau.
| #  | Erstaufführung     | Originaltitel                                           | Deutscher Titel                   | Regie                      | Anmerkungen                                        |
| -- | ------------------ | ------------------------------------------------------- | --------------------------------- | -------------------------- | -------------------------------------------------- |
| 1  | 10. Juni 1939      | The Bear That Couldn't Sleep                            | Barney Bärs Winterschlaf          | Rudolf Ising               |                                                    |
| 2  | 20. Januar 1940    | The Fishing Bear                                        | Barney Bärs Fischzug              | Rudolf Ising               |                                                    |
| 3  | 8. März 1941       | The Prospecting Bear                                    | Barney Bär im Goldrausch          | Rudolf Ising               |                                                    |
| 4  | 17. Mai 1941       | The Rookie Bear                                         | Barney Bär als Rekrut             | Rudolf Ising               | Oscar-nominiert für den besten animierten Kurzfilm |
| 5  | 1. November 1941   | The Flying Bear                                         | Barney Bär geht in die Luft       | Rudolf Ising               |                                                    |
| 6  | 28. März 1942      | The Bear and the Beavers                                | Barney Bär und die Biber          | Rudolf Ising               |                                                    |
| 7  | 7. November 1942   | Wild Honey (Or How to Get Along Without a Ration Book!) | Barney Bär auf Honigsuche         | Rudolf Ising               |                                                    |
| 8  | 26. Dezember 1942  | Barney Bear's Victory Garden                            |                                   | Rudolf Ising               |                                                    |
| 9  | 13. Februar 1943   | Bah Wilderness                                          | Barney Bär in der Wildnis         | Rudolf Ising               |                                                    |
| 10 | 17. Juli 1943      | Barney Bear and the Uninvited Pest                      | Barney Bärs ungeladener Gast      | Rudolf Ising               |                                                    |
| 11 | 9. September 1944  | Bear Raid Warden                                        | Barney Bär paßt auf               | George Gordon              |                                                    |
| 12 | 30. Dezember 1944  | Barney Bear's Polar Pest                                | Barney Bär und das Stinktier      | George Gordon              |                                                    |
| 13 | 17. Februar 1945   | The Unwelcome Guest                                     | Barney Bär und die Springbohne    | George Gordon              |                                                    |
| 14 | 30. Januar 1948    | The Bear and the Bean                                   |                                   | Preston Blair, Michael Lah |                                                    |
| 15 | 26. Juni 1948      | The Bear and the Hare                                   |                                   | Preston Blair, Michael Lah |                                                    |
| 16 | 15. Januar 1949    | Goggle Fishing Bear                                     |                                   | Preston Blair, Michael Lah |                                                    |
| 17 | 8. November 1952   | The Little Wise Quacker                                 |                                   | Dick Lundy                 |                                                    |
| 18 | 20. Dezember 1952  | Busybody Bear                                           | Barney Bärs blinder Eifer         | Dick Lundy                 |                                                    |
| 19 | 31. Januar 1953    | Barney's Hungry Cousin                                  | Barney Bär und der Vielfraß       | Dick Lundy                 |                                                    |
| 20 | 21. Juli 1945      | Cobs and Robbers                                        |                                   | Dick Lundy                 |                                                    |
| 21 | 30. Mai 1953       | Heir Bear                                               |                                   | Dick Lundy                 |                                                    |
| 22 | 20. Juni 1953      | Wee-Willie Wildcat                                      |                                   | Dick Lundy                 |                                                    |
| 23 | 26. September 1953 | Half-Pint Palomino                                      |                                   | Dick Lundy                 |                                                    |
| 24 | 20. März 1954      | The Impossible Possum                                   | Barney Bär und das freche Opossum | Dick Lundy                 |                                                    |
| 25 | 19. Juni 1954      | Sleepy-Time Squirrel                                    | Barney Bär und das Eichhörnchen   | Dick Lundy                 |                                                    |
| 26 | 31. Juli 1954      | Bird-Brain Bird Dog                                     |                                   | Dick Lundy                 | Letzter Zeichentrickfilm mit Barney Bär            |